# فرودگاه اسلونیچ گرادچ
فرودگاه اسلونیچ گرادچ  (به انگلیسی: Slovenj Gradec Airport) (به زبان بومی: Letališče Slovej Gradec) یک فرودگاه همگانی است که یک باند فرود بله دارد و طول باند آن چمن متر است. این فرودگاه در کشور استرالیا قرار دارد و در ارتفاع ۵۰۰ متری از سطح دریا واقع شده است.